# Strada principale 448
La strada principale 448 (H448; in tedesco Hauptstrasse 448; in francese route principale 448) è una delle strade principali della Svizzera. Non è contrassegnata da una tavoletta numerata.

## Percorso
La strada collega Neu St. Johann (Nesslau) a Gais e è connessa con le strade principali H16, H462, H459,  H458 e  H447. 
| Strada principale 459 |                          |                    |
| Tipo                  | Indicazione              | Cantone            |
|                       | Strada principale 16     | San Gallo          |
|                       | Neu St. Johann (Nesslau) | San Gallo          |
|                       | Passo dello Schwägalp    | Appenzello Esterno |
|                       | Urnäsch                  | Appenzello Esterno |
|                       | Strada principale 462    | Appenzello Esterno |
|                       | Gonten                   | Appenzello Interno |
|                       | Appenzello               | Appenzello Interno |
|                       | Strada principale 459    | Appenzello Interno |
|                       | Strada principale 458    | Appenzello Interno |
|                       | Gais                     | Appenzello Esterno |
|                       | Strada principale 447    | Appenzello Esterno |